# Mouvement d'unification islamique
 (août 2009).
Si vous disposez d'ouvrages ou d'articles de référence ou si vous connaissez des sites web de qualité traitant du thème abordé ici, merci de compléter l'article en donnant les références utiles à sa vérifiabilité et en les liant à la section « Notes et références ».
Le Mouvement d'unification islamique (arabe : حركة التوحيد الإسلامي, Harakat al-Islami al-Tawhid) est un parti politique libanais, essentiellement implanté à Tripoli (Liban), fondé en 1982 par le cheikh sunnite Saïd Chaaban, un ancien chef de file de la Jamaa Islamiya. Il est aussi connu sous le nom de Mouvement Tawhid.
Saïd Chaaban a formé le mouvement pendant la guerre civile libanaise, à la suite de sa séparation d'avec la Jamaa Islamiya. Influencé par la révolution islamique iranienne, Saïd Chaaban estimait que la révolution est une bonne solution dans la vie politique, tandis que les dirigeants de la Jamaa Islamiya jugeaient préférable d'opter pour un règlement pacifique de la vie politique. Toutefois, les deux partis ont toujours maintenu des liens, surtout avec le cheikh Fathi Yakan, fondateur de la Jamaa Islamiya. Le mouvement Tawhid a travaillé en tant que milice sunnite au cours de la guerre civile libanaise, et surtout combattu la présence syrienne dans le nord du Liban et la milice alaouite pro-syrienne du Parti démocratique arabe à Tripoli. Dans sa lutte contre l’armée syrienne, le Tahwid s’est allié au Fatah de Yasser Arafat. 
Pour fonder le mouvement Tawhid, Saïd Chaaban s’allie avec des groupes libanais de gauche passés à l’islamisme après la révolution iranienne de 1979, comme la Résistance populaire de Khalil Akkaoui et le Mouvement du Liban arabe d’Ismat Mrad. Les combattants du Tawhid ont pris le contrôle de Tripoli en 1983-1984 en éliminant leurs concurrents. Mais en 1985, l’union réalisée au sein du mouvement éclate lorsque Khalil Akkaoui ou Kanaan Naji quittent le Tawhid pour organiser leur propre mouvement. À l’automne 1985, l'armée syrienne entre dans Tripoli et écrase le Mouvement d’unification islamique. Mais l’intervention syrienne permet à Saïd Chaaban de se maintenir à la tête de son mouvement, qui est maintenant désarmé. Par la suite, en dehors de quelques rares cas de légère critique, il restera prudent et ne s'opposera pas aux autorités syriennes. Said Chaaban parle favorablement de la présence militaire syrienne au Liban, en tant que cadre pour unifier l'action armée contre Israël.
La défaite de 1985 n'empêche pas la résurgence du mouvement à Beyrouth, Sidon, et dans le sud du Liban. En 1988, les forces du Tawhid rejoignent la « Résistance islamique » dirigée par le Hezbollah pour lutter contre l'Armée du Liban Sud d’Antoine Lahad et les forces d’occupation israéliennes.
Le secrétaire général actuel du mouvement est le cheikh Hashem Minqara.
Le Mouvement d'unification islamique appartient à l'Alliance du 8 mars et est un allié du Hezbollah.
Après le décès de Said Chaaban en 1998, son fils Bilal Chaaban a pris les rênes du mouvement.
En 2005, le mouvement a rejoint le Front islamique du travail, une alliance entre plusieurs partis et personnalités islamistes sunnites du Liban, dirigé par Fathi Yakan. Le 27 novembre 2007, le fils de Said Chaaban, Oussama Chaaban, a été blessé au cours d'affrontements  entre militants sunnites liés à l’opposition et des jeunes tripolitains liés à la majorité, dans le quartier d'Abou Samra à Tripoli.

## Idéologie
Idéologiquement, Said Chaaban appartient de l'aile radicale des Frères musulmans, proche des idées de Sayyid Qutb. Il conteste la légitimité d’un gouvernement ne reposant pas sur l’application de la charia.
Fortement influencé par la Révolution islamique iranienne de 1979, Said Chaaban a tissé d'étroites relations politiques avec l'Iran lors de visites à Téhéran. Il a aussi tissé des liens avec le Hezbollah. Il juge la révolution iranienne valable et souligne que le chemin initié par l’ayatollah Khomeini devrait être suivi par tous les musulmans aussi bien chiites que sunnites. Said Chaaban cherche à unir sunnites et chiites en suggérant que le Coran et la vie de Mahomet pourraient fournir les fondements sur lesquels tous les groupes musulmans pourraient s'unir. 
Au lieu de la représentation confessionnelle au parlement libanais, il demande que les musulmans revendiquent l’application de la loi islamique fondée sur la charia. Saïd Chaaban rejette le nationalisme laïc, le confessionnalisme et le pluralisme démocratique en faveur de l’application d'une règle islamique qui « absorbe et dissout toutes les différences sociales en les unissant dans un creuset ».

## Source
- ISLAMISM IN LEBANON: A GUIDE